# 教育刷新委員会
教育刷新委員会（きょういくさっしんいいんかい）とは、終戦直後の日本に於いて教育制度改革の為に連合国軍最高司令官総司令部(GHQ)の要請により設けられた委員会。

## 概要
昭和21年（1946年）8月10日、教育刷新委員会官制（昭和21年勅令第373号）に基づき設置された。前身は、第一次アメリカ教育使節団に協力するために設立された日本側教育家委員会である。文部省の影響力を排除するために内閣総理大臣の直属とされた。アメリカ教育使節団報告書に基づきつつ、日本の実状に合わせて、学制改革などの各種教育制度の改革案が審議された。委員長に安倍能成、副委員長に南原繁らがいる。
1949年（昭和24年）6月1日、総理府の設置にともない「教育刷新審議会」と改称。1952年（昭和27年）6月12日付で廃止された。
最後の建議となった「中央教育審議会について」（1951年11月）に基づき、1952年6月、中央教育審議会が文部大臣の諮問機関として設立された。